# Comandanti della Stazione spaziale internazionale
Questa è la lista dei comandanti della Stazione spaziale internazionale (ISS). Un comandante è un residente della ISS che assume il comando alla partenza del comandante precedente, di solito al termine di una Expedition, con una piccola cerimonia di passaggio di consegne. La loro responsabilità è definita dal Codice di condotta dell'ISS, il quale afferma che il comandante dell'ISS ha una certa autorità sulle operazioni dell'ISS, ma in ultima analisi dovrebbe delegare la maggior parte delle decisioni al direttore di volo.
Il comandante tiene con sé durante il suo mandato una chiave simbolica della stazione, cioè una copia della maniglia che apre i portelloni del Segmento orbitale russo. Viene passata a un nuovo astronauta quando sostituisce il comandante precedente come nuovo comandante della Stazione. La continua collaborazione internazionale sulle missioni ISS è stata messa in dubbio dall'invasione russa dell'Ucraina del 2022 e dalle relative sanzioni contro la Russia.

## Responsabilità
- Condurre le operazioni sulla ISS come indicato dal Direttore di volo e in conformità con le regole, i piani e le procedure di volo
- Dirigere le attività dei membri dell'equipaggio della ISS come un unico team congiunto per garantire il completamento con successo della missione
- Informare in modo completo, accurato e tempestivo il Direttore di volo della configurazione, dello stato, del comando della ISS e di altre attività operative a bordo (comprese situazioni non nominali o di emergenza)
- Applicare procedure per la sicurezza fisica e informatica delle operazioni e dell'utilizzo dei dati
- Mantenere l'ordine
- Garantire la sicurezza, la salute e il benessere dell'equipaggio, compresi il salvataggio e il ritorno sulla Terra degli stessi
- Intraprendere tutte le azioni necessarie per la protezione dei moduli, delle apparecchiature o dei carichi utili della ISS.[1]

## Lista dei comandanti

### Expedition completate
| Expedition    | Stemma | Foto             | Comandante             | Inizio                      | Fine              | Durata                                      | Note |
| ------------- | ------ | ---------------- | ---------------------- | --------------------------- | ----------------- | ------------------------------------------- | --- |
| Expedition 1  |        |                  | William Shepherd       | 31 ottobre 2000             | 19 marzo 2001     | 137 giorni                                  | Primo comandante e primo comandante statunitense a comandare la ISS                                           |
| Expedition 2  |        |                  | Jurij Usačëv           | 19 marzo 2001               | 18 agosto 2001    | 154 giorni                                  | Primo russo a comandare la ISS                                                                                |
| Expedition 3  |        |                  | Frank Culbertson       | 18 agosto 2001              | 13 dicembre 2001  | 154 giorni                                  | Unico statunitense a bordo della ISS durante gli attentati dell'11 settembre 2001                             |
| Expedition 4  |        |                  | Jurij Onufrienko       | 13 dicembre 2001            | 10 giugno 2002    | 117 giorni                                  | |
| Expedition 5  |        |                  | Valerij Korzun         | 10 giugno 2002              | 30 novembre 2002  | 182 giorni                                  | |
| Expedition 6  |        |                  | Kenneth Bowersox       | 30 novembre 2002            | 4 maggio 2003     | 170 giorni                                  | |
| Expedition 7  |        |                  | Jurij Malenčenko       | 4 maggio 2003               | 27 ottobre 2003   | 152 giorni                                  | Prima persona a sposarsi nello spazio                                                                         |
| Expedition 8  |        |                  | Michael Foale          | 27 ottobre 2003             | 26 aprile 2004    | 185 giorni                                  | |
| Expedition 9  |        |                  | Gennadij Padalka       | 26 aprile 2004              | 22 ottobre 2004   | 177 giorni                                  | |
| Expedition 10 |        |                  | Leroy Chiao            | 22 ottobre 2004             | 24 aprile 2005    | 183 giorni                                  | |
| Expedition 11 |        |                  | Sergej Krikalëv        | 24 aprile 2005              | 10 ottobre 2005   | 177 giorni                                  | |
| Expedition 12 |        |                  | William McArthur       | 10 ottobre 2005             | 7 aprile 2006     | 180 giorni                                  | |
| Expedition 13 |        |                  | Pavel Vinogradov       | 7 aprile 2006               | 27 settembre 2006 | 173 giorni                                  | |
| Expedition 14 |        |                  | Michael López-Alegría  | 27 settembre 2006           | 17 aprile 2007    | 205 giorni                                  | |
| Expedition 15 |        |                  | Fëdor Jurčichin        | 17 aprile 2007              | 19 ottobre 2007   | 183 giorni                                  | |
| Expedition 16 |        |                  | Peggy Whitson          | 19 ottobre 2007             | 17 aprile 2008    | 181 giorni                                  | Prima donna a comandare la ISS                                                                                |
| Expedition 17 |        |                  | Sergej Volkov          | 17 aprile 2008              | 22 ottobre 2008   | 188 giorni                                  | La persona più giovane a comandare la ISS (35 anni)                                                           |
| Expedition 18 |        |                  | Michael Fincke         | 22 ottobre 2008             | 2 aprile 2009     | 166 giorni                                  | |
| Expedition 19 |        |                  | Gennadij Padalka       | 2 aprile 2009               | 9 ottobre 2009    | 186 giorni                                  | Seconda volta come comandante                                                                                 |
| Expedition 20 |        |                  | Gennadij Padalka       | 2 aprile 2009               | 9 ottobre 2009    | 186 giorni                                  | Seconda volta come comandante                                                                                 |
| Expedition 21 |        |                  | Frank De Winne         | 9 ottobre 2009              | 1 dicembre 2009   | 51 giorni                                   | Primo cittadino belga, primo astronauta europeo e primo non statunitense e non russo a comandare la ISS       |
| Expedition 22 |        |                  | Jeffrey Williams       | 1 dicembre 2009             | 17 marzo 2010     | 107 giorni                                  | |
| Expedition 23 |        |                  | Oleg Kotov             | 17 marzo 2010               | 2 giugno 2010     | 76 giorni                                   | |
| Expedition 24 |        |                  | Aleksandr Skvorcov     | 2 giugno 2010               | 22 settembre 2010 | 115 giorni                                  | |
| Expedition 25 |        |                  | Douglas Wheelock       | 22 settembre 2010           | 24 novembre 2010  | 62 giorni                                   | |
| Expedition 26 |        |                  | Scott Kelly            | 24 November 2010            | 13 March 2011     | 110 giorni                                  | |
| Expedition 27 |        |                  | Dmitrij Kondrat'ev     | 13 marzo 2011               | 22 maggio 2011    | 68 giorni                                   | |
| Expedition 28 |        |                  | Andrej Borisenko       | 22 maggio 2011              | 14 settembre 2011 | 116 giorni                                  | |
| Expedition 29 |        |                  | Michael Fossum         | 14 settembre 2011           | 20 novembre 2011  | 66 giorni                                   | |
| Expedition 30 |        |                  | Daniel Burbank         | 20 novembre 2011            | 25 aprile 2012    | 158 giorni                                  | |
| Expedition 31 |        |                  | Oleg Kononenko         | 25 aprile 2012              | 1 luglio 2012     | 65 giorni                                   | |
| Expedition 32 |        |                  | Gennadij Padalka       | 1 luglio 2012               | 15 settembre 2012 | 77 giorni                                   | Terza volta come comandante                                                                                   |
| Expedition 33 |        |                  | Sunita Williams        | 15 settembre 2012           | 17 novembre 2012  | 63 giorni                                   | |
| Expedition 34 |        |                  | Kevin Ford             | 17 novembre 2012            | 13 marzo 2013     | 117 giorni                                  | |
| Expedition 35 |        |                  | Chris Hadfield         | 13 marzo 2013               | 13 maggio 2013    | 59 giorni                                   | Primo cittadino canadese a comandare la ISS                                                                   |
| Expedition 36 |        |                  | Pavel Vinogradov       | 13 maggio 2013              | 9 settembre 2013  | 120 giorni                                  | Seconda volta come comandante                                                                                 |
| Expedition 37 |        |                  | Fëdor Jurčichin        | 9 settembre 2013            | 10 novembre 2013  | 61 giorni                                   | Seconda volta come comandante                                                                                 |
| Expedition 38 |        |                  | Oleg Kotov             | 10 novembre 2013            | 9 marzo 2014      | 121 giorni                                  | Seconda volta come comandante                                                                                 |
| Expedition 39 |        |                  | Koichi Wakata          | 9 marzo 2014                | 12 maggio 2014    | 63 giorni                                   | Primo cittadino giapponese a comandare la ISS                                                                 |
| Expedition 40 |        |                  | Steven Swanson         | 12 maggio 2014              | 9 settembre 2014  | 120 giorni                                  | |
| Expedition 41 |        |                  | Maksim Suraev          | 9 settembre 2014            | 10 novembre 2014  | 61 giorni                                   | |
| Expedition 42 |        |                  | Barry Wilmore          | 10 novembre 2014            | 10 marzo 2015     | 121 giorni                                  | |
| Expedition 43 |        |                  | Terry Virts            | 10 marzo 2015               | 10 giugno 2015    | 92 giorni                                   | |
| Expedition 44 |        |                  | Gennadij Padalka       | 10 giugno 2015              | 5 settembre 2015  | 92 giorni                                   | Quarta volta come comandante; Detentore del record per giorni trascorsi nello spazio complessivi (878 giorni) |
| Expedition 45 |        |                  | Scott Kelly            | 5 September 2015            | 29 February 2016  | 173 giorni                                  | Seconda volta come comandante                                                                                 |
| Expedition 46 |        |                  | Scott Kelly            | 5 September 2015            | 29 February 2016  | 173 giorni                                  | Seconda volta come comandante                                                                                 |
| Expedition 47 |        |                  | Timothy Kopra          | 29 febbraio 2016            | 17 giugno 2016    | 108 giorni                                  | |
| Expedition 48 |        |                  | Jeffrey Williams       | 17 giugno 2016              | 5 settembre 2016  | 80 giorni                                   | Seconda volta come comandante                                                                                 |
| Expedition 49 |        |                  | Anatolij Ivanišin      | 5 settembre 2016            | 28 ottobre 2016   | 54 giorni                                   | |
| Expedition 50 |        |                  | Robert Kimbrough       | 28 ottobre 2016             | 9 aprile 2017     | 162 giorni                                  | |
| Expedition 51 |        |                  | Peggy Whitson          | 9 aprile 2017               | 1 giugno 2017     | 53 giorni                                   | Seconda volta come comandante                                                                                 |
| Expedition 52 |        |                  | Fëdor Jurčichin        | 1 giugno 2017               | 1 settembre 2017  | 93 giorni                                   | Terza volta come comandante                                                                                   |
| Expedition 53 |        |                  | Randolph Bresnik       | 1 settembre 2017            | 13 dicembre 2017  | 102 giorni                                  | |
| Expedition 54 |        |                  | Aleksandr Misurkin     | 13 dicembre 2017            | 26 febbraio 2018  | 75 giorni                                   | |
| Expedition 55 |        |                  | Anton Škaplerov        | 26 febbraio 2018            | 1 giugno 2018     | 96 giorni                                   | |
| Expedition 56 |        |                  | Andrew Feustel         | 1 giugno 2018               | 4 ottobre 2018    | 122 giorni                                  | |
| Expedition 57 |        |                  | Alexander Gerst        | 4 ottobre 2018              | 18 dicembre 2018  | 76 giorni                                   | Primo cittadino tedesco e seconda persona più giovane (42 anni) a comandare la ISS                            |
| Expedition 58 |        |                  | Oleg Kononenko         | 18 dicembre 2018            | 24 giugno 2019    | 185 giorni                                  | Seconda volta come comandante                                                                                 |
| Expedition 59 |        |                  | Oleg Kononenko         | 18 dicembre 2018            | 24 giugno 2019    | 185 giorni                                  | Seconda volta come comandante                                                                                 |
| Expedition 60 |        |                  | Aleksej Ovčinin        | 24 giugno 2019              | 2 ottobre 2019    | 100 giorni                                  | |
| Expedition 61 |        |                  | Luca Parmitano         | 2 ottobre 2019              | 6 febbraio 2020   | 125 giorni                                  | Primo cittadino italiano a comandare la ISS                                                                   |
| Expedition 62 |        |                  | Oleg Skripočka         | 6 febbraio 2020             | 15 aprile 2020    | 70 giorni                                   | |
| Expedition 63 |        |                  | Christopher Cassidy    | 15 aprile 2020              | 21 ottobre 2020   | 187 giorni                                  | |
| Expedition 64 |        |                  | Sergej Ryžikov         | 21 ottobre 2020             | 15 aprile 2021    | 178 giorni                                  | |
| Expedition 65 |        |                  | Shannon Walker         | 15 aprile 2021              | 27 aprile 2021    | 10 giorni                                   | Periodo più breve in cui è stato ricoperto il ruolo di comandante (10 giorni)                                 |
| Expedition 65 |        | Akihiko Hoshide  | 27 aprile 2021         | 4 ottobre 2021              | 129 giorni        |                                             | |
| Expedition 65 |        | Thomas Pesquet   | 4 ottobre 2021         | 17 ottobre 2021             | 13 giorni         | Primo cittadino francese a comandare la ISS | |
| Expedition 66 |        |                  | Thomas Pesquet         | 17 ottobre 2021             | 8 novembre 2021   | 19 giorni                                   | Primo cittadino francese a comandare la ISS                                                                   |
| Expedition 66 |        | Anton Škaplerov  | 8 novembre 2021        | 28 marzo 2022               | 143 giorni        | Seconda volta come comandante               | |
| Expedition 67 |        |                  | Thomas Marshburn       | 29 marzo 2022               | 4 maggio 2022     | 36 giorni                                   | |
| Expedition 67 |        | Oleg Artem'ev    | 4 maggio 2022          | 28 settembre 2022           | 147 giorni        |                                             | |
| Expedition 68 |        |                  | Samantha Cristoforetti | 28 settembre 2022           | 12 ottobre 2022   | 14 giorni                                   | Prima donna europea a comandare la ISS                                                                        |
| Expedition 68 |        | Sergej Prokop'ev | 12 ottobre 2022        | 28 marzo 2023               | 166 giorni        |                                             | |
| Expedition 69 |        |                  | Sergej Prokop'ev       | 28 marzo 2023               | 27 settembre 2023 | 183 giorni                                  | |
| Expedition 70 |        |                  | Andreas Mogensen       | 27 settembre 2023           | 11 marzo 2024     | 165 giorni                                  | Primo cittadino danese a comandare la ISS                                                                     |
| Expedition 70 |        | Oleg Kononenko   | 11 marzo 2024          | 6 aprile 2024               | 26 giorni         | Terza volta come comandante                 | |
| Expedition 71 |        |                  | Oleg Kononenko         | 6 aprile 2024               | 23 settembre 2024 | 170 giorni                                  | Terza volta come comandante                                                                                   |
| Expedition 72 |        |                  | Sunita Williams        | 23 settembre 2024           | 7 marzo 2025      | 165 giorni                                  | Seconda volta come comandante                                                                                 |
| Expedition 72 |        | Aleksej Ovčinin  | 7 marzo 2025           | 19 aprile 2025              | 43 giorni         | Seconda volta come comandante               | |
| Expedition 73 |        |                  | Takuya Onishi          | 19 aprile 2025              | 5 agosto 2025     | 107 giorni                                  | |
| Expedition 73 |        | Sergej Ryžikov   | 5 agosto 2025          | Dicembre 2025 (pianificato) | In corso          | Seconda volta come comandante               | |

## Statistiche
La ISS è stata comandata da:
- un cittadino russo per 33 volte
- un cittadino statunitense 28 volte[75]
- un cittadino giapponese e uno italiano per due volte ciascuno
- un cittadino belga, inglese[75], canadese, tedesco, francese e danese per una volta ciascuno.
- Gennadij Padalka ha comandato la ISS in quattro diverse occasioni, più di ogni altro residente.
- Fëdor Jurčichin e Oleg Kononenko hanno comandato la ISS tre volte.
- Scott Kelly, Oleg Kotov, Anton Škaplerov, Pavel Vinogradov, Peggy Whitson, Jeffrey Williams, Sunita Williams e Sergej Ryžikov hanno comandato la ISS due volte ciascuno.